# Think of You (bài hát của Usher)
"Think of You" là đĩa đơn thứ hai từ album đầu tay của nghệ sĩ người Mỹ Usher mang tên Usher. Ca khúc được đồng sáng tác bởi Usher, Donell Jones, Faith Evans.
Đĩa đơn đã thể hiện tốt hơn so với tiền vị của nó, "Can U Get Wit It". Tại Hoa Kỳ, ca khúc leo đến vị trí số 7 trên Hot R&B/Hip-Hop Songs, và số 58 trên Billboard Hot 100. Ở Anh ca khúc cũng đạt được vị trí #70.
Video âm nhạc cho "Think of You" do Hype Williams đạo diễn, có mặt một Taral Hicks thời trẻ, người đã hát cùng Usher.

## Danh sách bài hát
US Vinyl, 12"
1. Think Of You [So So Def Extended Mix] 5:10
2. Think Of You [Album Instrumental] 3:48
3. Think Of You [Album Mix] 3:48
4. Think Of You [Bad Boy Remix] 4:16)
5. Think Of You [Bad Boy Instrumental] 4:16
6. Think Of You [So So Def Acapella] 3:38

- UK CD single

1. "Think of You" [Album Version]
2. "Think of You" [So So Def Remix]
3. "Think of You" [So So Def Extended Mix]
4. "Think of You" [Album Instrumental]
5. "Think of You" [Bad Boy Remix]

## Xếp hạng
| Bảng xếp hạng (2008)                 | Vị trí cao nhất |
| ------------------------------------ | --------------- |
| UK Singles Chart                     | 70              |
| U.S. Billboard Hot R&B/Hip-Hop Songs | 7               |
| U.S. Billboard Hot 100               | 58              |